# Jingo Viitala
Jenny "Jingo" Viitala-Vachon, född 29 maj 1918 i Toivola, Michigan, död 19 juni 2009 i Toivola, var en amerikafinländsk sångerska, musiker, sångtextförfattare och författare. Hon var kusin till dragspelerskan Viola Turpeinen.
Viitala föddes i Toivola som dotter till Erik Wiitala och dennes hustru Elina, född Mäkinen. Föräldrarna var utvandrade från Finland. I familjen föddes femton barn, varav Viitala var yngst. Den enda utbildning Viitala erhöll var åtta år vid Misery Bay School. Som ung uppträdde Viitala som sångerska och gitarrist i radio och vid den finländska mötesplatsen i Toivola. Hennes sångröst beskrevs som maskulin och kraftfull. Hon brukade även uppträda med kusinen Viola Turpeinen när denna besökte Toivola. Viitala översatte flera finska sånger till engelska, däribland Kulkurin valssi, och var författare till diverse egenillustrerade skönlitterära verk.
1939 gifte sig Viitala med Stanley Vachon och makarna flyttade till St. Ignace och senare till New Mexico. Makarna fick åtta barn. Stanley Vachon avled 1993 och Viitala återvände sedermera till Toivola, där hon var verksam som författare och lokalhistoriker. 2009 gjordes dokumentären Amerikan Jenny om Jingo Viitala.